# Moshe Arens
Moshe Arens (hebraico: משה ארנס; Kaunas, Lituânia, 27 de dezembro de 1925 – 7 de janeiro de 2019) foi um engenheiro aeronáutico israelita de origem lituana, investigador, ex-diplomata e político. Foi membro do Knesset entre 1973 e 1992 e novamente de 1999 a 2003, ministro da Defesa por três vezes e foi ministro das Relações Exteriores. Arens também foi embaixador de Israel nos Estados Unidos e foi professor no Technion em Haifa. É membro do partido Likud, nacionalista de direita.
Após a Guerra do Yom Kippur, entrou para a política e foi eleito para o Knesset como membro do Likud nas eleições de 1973. Após ser reeleito em 1977, tornou-se presidente do Comité de Relações Exteriores e Defesa. Votou contra os Acordos de Camp David e o Tratado de Paz entre Egito e Israel. Em 1980, o primeiro-ministro Menachem Begin ofereceu a Arens o cargo de ministro da Defesa, mas ele recusou devido ao seu desacordo sobre os termos do Tratado de Paz Egito-Israel. Arens não se opôs à paz com o Egito, mas opôs-se a certos aspetos do tratado e, portanto, não queria supervisionar a evacuação de Israel do Sinai.
Foi reeleito novamente em 1981, mas renunciou ao Knesset em 19 de janeiro de 1982 quando foi nomeado embaixador nos Estados Unidos. Trouxe o seu jovem protegido, Benjamin Netanyahu, então com 32 anos, para trabalhar para si em Washington. Retornou a Israel em fevereiro de 1983, após ser nomeado Ministro da Defesa, substituindo Ariel Sharon, que havia sido forçado a deixar o cargo após o relatório da Comissão Kahan sobre o massacre de Sabra e Shatila. Foi reeleito em 1984, mas foi nomeado apenas ministro sem pasta. Depois de outra reeleição em 1988, foi nomeado Ministro das Relações Exteriores (com Netanyahu, seu vice) e, em 1990, retornou à pasta de Defesa.
Depois de o Likud perder as eleições de 1992, Arens aposentou-se da vida política. Retornou em 1999, no entanto, para desafiar Benjamin Netanyahu para a liderança do Likud. Apesar de ter falhado em seu desafio, tendo apenas 18% dos votos, Netanyahu nomeou-o Ministro da Defesa, substituindo Yitzhak Mordechai, que havia deixado o Likud para estabelecer o Partido do Centro, Kadima. Embora Arens tenha regressado ao Knesset após as eleições de 1999, o Likud perdeu as eleições e deixou o gabinete. Ele perdeu seu lugar pela última vez em 2003.
Arens questionou a sabedoria da aquisição da Lockheed Martin F-35 Lightning II, dado o estado negligenciado das forças terrestres de Israel. Num artigo para o Fathom Journal, Arens afirmou que era um crítico da retirada unilateral da Cisjordânia e de Gaza, acusando seus defensores de sofrer de "síndrome de abstinência unilateral".